# サバニ

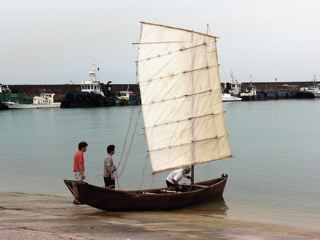
帆走向け艤装状態

サバニ（鱶舟）は、南西諸島や九州で古くから使われていた漁船の名称である。

## 解説
数人と荷物を乗せられるサイズが多く、帆漕レースの出場ルールでは長さ4.5メートルから9メートル、幅1.5メートル以内と定めている。推進方法は「エーク」「ウェーク」と呼ばれる櫂、四角い帆（フー）、エンジンの3種類で、近年はエンジン推進が主流である。独特な形状をもつエークは漕ぐだけでなく、帆走時には舵としても使われる。戦後のエンジンの普及で、伝統的なサバニの帆漕技術は急激に失われつつある。
写真は、サバニにマストを立て、帆（フー）をかけた状態。下から7本のバテン（帆桟=フーザン）が見える。左後方に伸びているのは手綱（ティエンナ）で、これで帆を制御する。
かつて糸満漁民が古くから使用し、沖縄諸島、先島諸島や奄美群島などまで遠洋漁業の出稼ぎをしていた事が知られている。

## 歴史

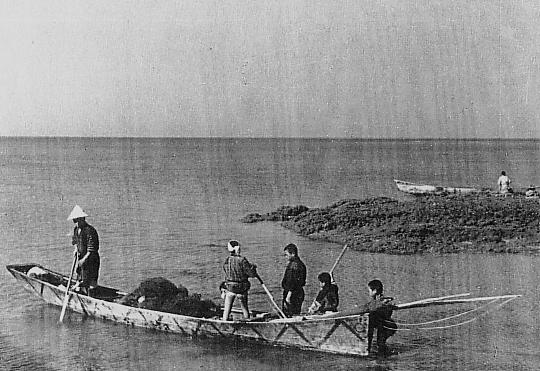
サバニで漁をする漁師

琉球ではかつて丸木舟が造られていた。高良倉吉（琉球大学名誉教授）によると、森林保護のため琉球王国が木板を張り（はぎ）合わせた「ハギ舟」を奨励したことから、サバニが発達した。糸満市では鮫（鱶）を指す「サバ」と、舟を意味する「ンニ」が合わさって「サバニ」と呼ばれるようになったと伝承される。フカヒレ採取のため鮫を追い回せ、暗礁や珊瑚礁がある浅い海域にも入り込めるよう、小回りが効いて速い舟に改良されていった。船底は厚く、舷側は薄く造られていたサバニは、網にかかった魚の引き揚げに便利で、動揺・転覆時の復原性も高かった。第二次世界大戦前は、日本統治下のサイパン島などに沖縄県のサバニ大工が渡り、「南洋サバニ」を広めた時期もあった。また、漁意外にも、日常の荷物運搬等に欠かせない生活の足でもあった。
日露戦争の際、バルチック艦隊発見の知らせを伝えるために５人の漁師が宮古島から石垣島まで漕破したとされる久松五勇士のエピソードでも、漁師たちが漕いだのはサバニであった。

## 造船技術
サバニの船形や造船技術に関する考察は白石勝彦の『沖縄の舟サバニ』（1985年、白石勝彦住空間設計室刊）に詳しい。サバニがハギ舟となったのは明治以降のことであるが、他の多くの和船と同くサバニもまたハギ舟となった後も刳り船の性格を残している。その細長い船体形状は船速の向上を実現しながらも横揺れに強い性質を併せ持たせている。一方で非常に安定性を欠く船でもあり、簡単に転覆する。
また荒天の際に船を半沈させて嵐をやり過ごし、その後再び船を起こして内部の水をかき出すといった使用法を考慮した構造を持つ。船底は礁湖内の航行も考慮した平坦な形状である。エークには、海水の比重に適合し、かつ適度な強度を併せ持つモッコクが使われる。
沖縄島に近接する慶良間列島ではかつて双胴船が存在したという記録があるが、一般的には単胴船であり、かつアウトリガーを持たない。ただ、臨時に複数のサバニをつなぎ合わせて重量物を輸送するといった使い方は珍しくなかったとされている（出口晶子『丸木舟』）。
帆桟（フーザン）と呼ばれる帆の形状を調節するバテンをもつ。マストの位置も微調整が効く構造となっている。
木造サバニの場合、船体の耐食性を高めるためにサメの肝油を船体に塗ることもあったとされる。また帆を豚の血液で染めることで布地の通気性を抑え、風を受け止める能力を高めていた。

## サバニの伝播
サバニは糸満漁民の奄美大島近海での操業によって、奄美大島にも伝わった。奄美大島ではサバニの漁船としての優れた船形と，従来の木造船「イタツケ」の造船技術を取り入れ、凌波性と経済性にすぐれた「アイノコ」が考案された。

## 現代のサバニ
現代のサバニは繊維強化プラスチック（FRP）の船体にエンジン装備という仕様が主流である。木造サバニや帆走サバニはほとんど残っていない。
琉球政府による復興や本土復帰後の現代は、サバニで各島弧に出かけた糸満漁民や、日露戦争時に久松五勇士が宮古島から石垣島に漕ぎ渡った話が伝わる以外は、人々の意識の中にも、伝統的なサバニが手漕ぎで島から島へと外洋を渡ることの出来る船であるというの認識が薄れていたが、1995年に喜納昌吉によって提唱され、実行された「黒潮祈りの巡礼　サバニ・ピース・コネクション」は手漕ぎおよび帆走によって広く再認識させる事となる。

### サバニ・ピース・コネクション
「サバニ・ピース・コネクション」は終戦被爆50年を祈念して、地上戦で多くの島民を失った沖縄と人類史上はじめて核兵器の被害を被った広島・長崎を平和で結ぼうと行われた平和ムーブメントである。1995年5月19日、杉材製で最大12人乗りのサバニ「うるま号」は沖縄最西南端の与那国島を出発し、西表島 - 石垣島 - 多良間島 - 伊良部島 - 宮古島 - 久米島 - 渡名喜島 - 座間味島 - 渡嘉敷島 - 沖縄本島 - 与論島 - 沖永良部島 - 徳之島 - 加計呂麻島 - 奄美大島 - 喜界島 - 宝島 - 小宝島 - 悪石島 - 諏訪之瀬島 - 中之島 - 口之島 - 屋久島 - 硫黄島と25の島々をつむいで、のべ500人以上のこぎ手が2ヶ月かけて2000キロあまりを漕ぎ渡り、同年7月19日に鹿児島県の山川港に入港。その後、鹿屋、水俣、大阪、神戸を経て8月6日には広島市長に、8月9日には長崎市長に、島々からの平和のメッセージを届けた。翌年1996年には沖縄本島を一周し国連に平和のメッセージを届けたほか、平和ムーブメントとして2014年まで幾多の航海を行っている。
「サバニ・ピース・コネクション」は寄港地各地で盛大に迎えられたほか、NHK制作のドキュメンタリー番組「素晴らしき地球の旅 黒潮二千キロ 喜納昌吉の沖縄・広島」が放映され、また1996年には朝日新聞の「海への功労賞」を受賞するなど反響を呼び起こし、伝統的なサバニの、手漕ぎによる外洋航行能力を人々に知らしめた。
提唱者の喜納昌吉はサバニでの航海を選んだ理由について、ローリングしやすい船体の構造を生かして船体を傾けて海をのぞき込みながら行う伝統的なサバニの漁法などを含めて、沖縄のサバニ文化が衰退し失われてゆくのを座視できなかったからとしている。

### その後
「サバニ・ピース・コネクション」の航海に触発され沖縄の各地で島から島へと渡るサバニレースが行われるようになった。毎年恒例で行われるレースもあり定着している。
サバニの帆漕技術を継承する目的で、2000年の九州・沖縄サミットを記念して開催された「サバニ帆漕レース」は、その後も毎年梅雨明けの6月末から7月初めの日曜日に座間味島から那覇の間で行なわれており、県内外から年々その参加者を増やしている。
2017年4月、約60年ぶりとなる木造のサバニの新造船「遙龍（はる）」の進水式が名護市で行われた。
レース以外に、シーカヤック、カヌー、ヨットのような体験型観光やエコツーリズムにサバニを活用することで、操船・造船技術を残そうと模索する動きもある。